# 아르노 브레커
아르노 브레커(독일어: Arno Breker, 1900년 7월 19일~1991년 2월 13일)는 나치 독일에서 공공 작품을 만든 것으로 가장 잘 알려진 독일의 건축가이자 조각가로, 그 작품들은 타락한 예술의 대조적인 작품으로 당국에 의해 승인되었다. 그는 공식 국가 조각가가 되었고, 병역을 면제받았다. 알베르트 슈페어의 새 제국 수상관의 마차 입구 한쪽 측면에 나치당의 정신을 상징하는 조각상인 디 파르테이(Die Partei)가 있다.

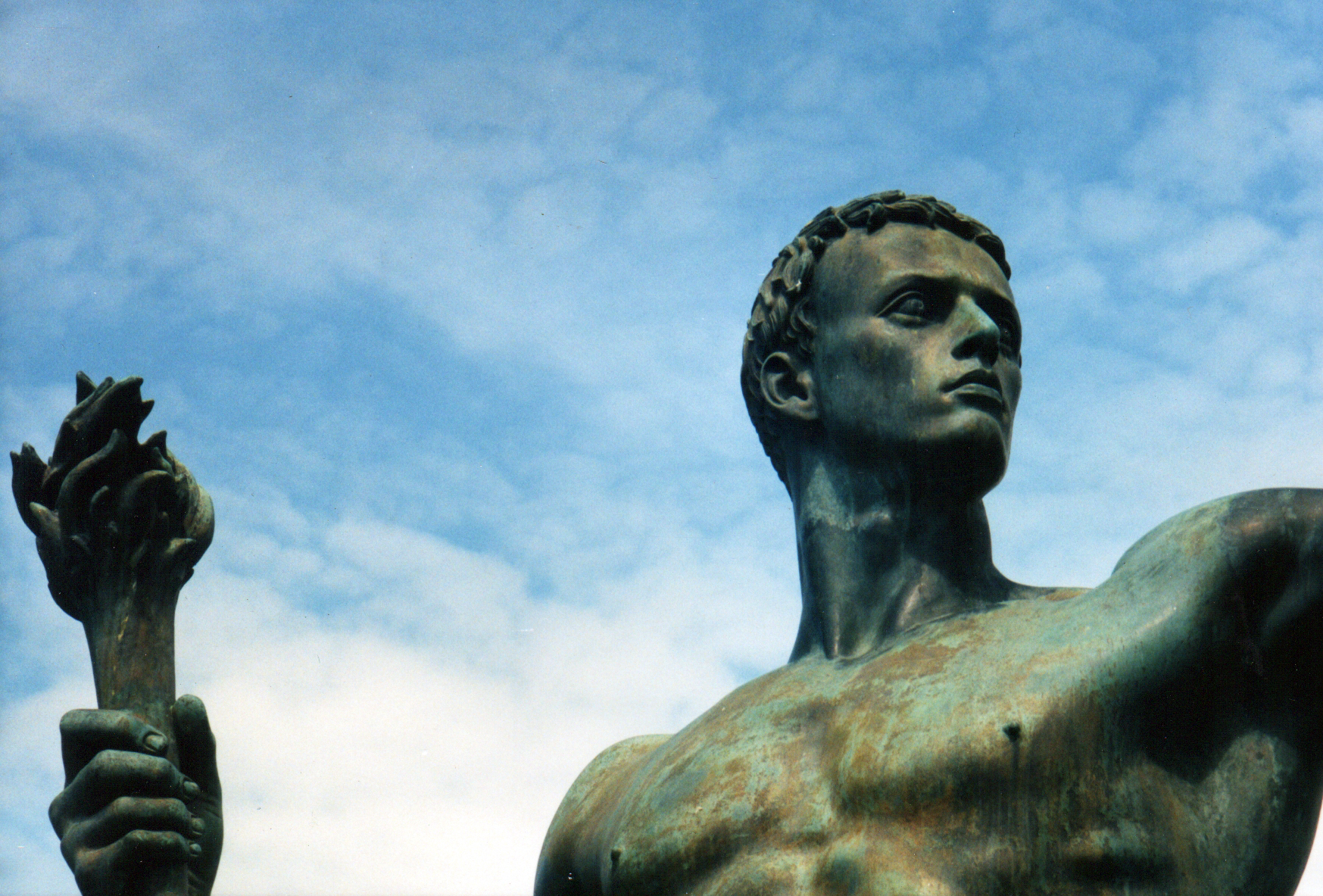
나치당의 정신을 상징하는 조각상 '디 파르테이'(Die Partei)

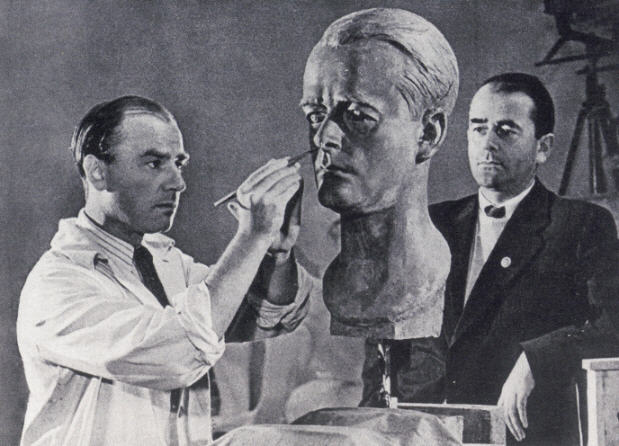
1940년, 알베르트 슈페어의 흉상을 조각하는 아르노 브레커

1945년 나치 독일의 몰락 이후 브레커는 새로운 서독에서 조각가로서 전문적으로 계속 번창했다.

## 같이 보기
- 나치 건축